# Визвольний рух Ірану
Визвольний рух Ірану (перс. نهضت آزادی ايران) — іранська про-демократична політична партія, заснована 1961 року. Є однією з найстаріших політичних організацій країни й позиціонується як «напівопозиційна» або ж лояльна опозиція.

## Відомі члени
- Мустафа Чамран - міністр оборони Ісламської Республіки Іран (1979-1980).